# Кейнен (переписна місцевість, Нью-Гемпшир)
Кейнен (англ. Canaan) — переписна місцевість (CDP) в США, в окрузі Ґрафтон штату Нью-Гемпшир. Населення — 442 особи (2020).

## Географія
Кейнен розташований за координатами 43°39′1″ пн. ш. 72°0′57″ зх. д. / 43.65028° пн. ш. 72.01583° зх. д. (43.650306, -72.015956).  За даними Бюро перепису населення США в 2010 році переписна місцевість мала площу 1,77 км², уся площа — суходіл.

## Демографія
Згідно з переписом 2010 року, у переписній місцевості мешкали 524 особи в 229 домогосподарствах у складі 138 родин. Густота населення становила 296 осіб/км².  Було 248 помешкань (140/км²).
Расовий склад населення:
| - 94,1 % — білих - 3,1 % — азіатів - 0,2 % — корінних американців |

До двох чи більше рас належало 2,3 %. Частка іспаномовних становила 1,5 % від усіх жителів.
За віковим діапазоном населення розподілялося таким чином: 20,6 % — особи молодші 18 років, 62,6 % — особи у віці 18—64 років, 16,8 % — особи у віці 65 років та старші. Медіана віку мешканця становила 41,4 року. На 100 осіб жіночої статі у переписній місцевості припадало 98,5 чоловіків;  на 100 жінок у віці від 18 років та старших — 94,4 чоловіків також старших 18 років.
Середній дохід на одне домашнє господарство  становив 57 324 долари США (медіана — 46 250), а середній дохід на одну сім'ю — 61 917 доларів (медіана — 70 391). За межею бідності перебувало 19,0 % осіб, у тому числі 43,6 % дітей у віці до 18 років та 0,0 % осіб у віці 65 років та старших.
Цивільне працевлаштоване населення становило 240 осіб. Основні галузі зайнятості: освіта, охорона здоров'я та соціальна допомога — 40,8 %, публічна адміністрація — 18,8 %, мистецтво, розваги та відпочинок — 17,5 %.